# دو-رگ
دو-رگ (به انگلیسی: Do-rag) یا دورَگ روسری است که نوعاً به منظور شتاب دادن به ایجاد موج در موی سیاهپوستان پوشیده می‌شود. گاهی به عنوان مد نیز پوشیده می‌شوند.

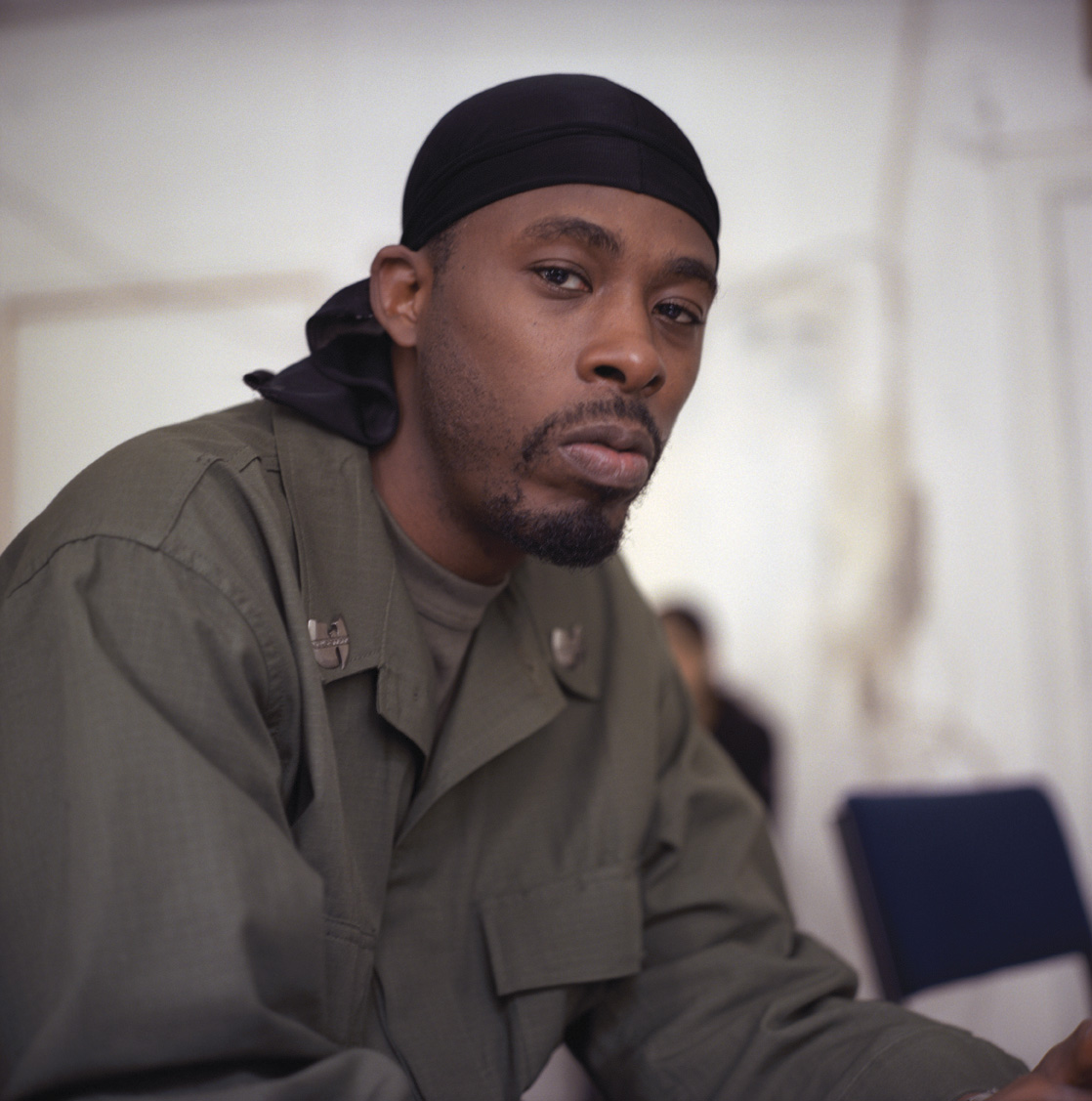
جی‌زی‌ای رپر آمریکایی در حالی که دورگ بر سر دارد.